# Stand Watie
Stand Watie (12. december 1806 – 9. september 1871) var en af cherokesernes ledere i tiden før og omkring den amerikanske borgerkrig. Han indianske navn var Degataga ("Han står " eller "Står fast"). Fra 1862 til 1866 var han selvudnævnt overhøvding for cherokeserne, da den valgte overhøvding blevet taget som krigsfange, men bortset fra nogle få tilhængere blev Watie dog aldrig anerkendt som overhøvding af resten af stammen. 

## Baggrund
Stand Watie blev født i 1806 i den del af cherokeserområdet, der lå i Georgia. Han var søn af Oo-Watie og Susanne Reese, der var halvblods cherokeser. Han var bror til Gallegina Watie, bedre kendt som Elias Boudinot, den første redaktør af Cherokee Phoenix. Avisen blev udgivet på både cherokesisk og engelsk og var stammens første avis. De to brødre var nevøer af en af cherokesernes kendte høvdinge, Major Ridge.
Watie havde gået i skole og blev kontorfunktionær ved cherokesernes højesteret. Senere blev han talsmand for Cherokee National Council (stammens øverste råd), et hverv han bestred helt frem til 1837 (og igen fra 1846 til 1861).

## Landsforræder
I 1835 underskrev Major Ridge på vegne af hele cherokeserstammen den såkaldte New Echota Traktat, i hvilken cherokeserne lovede at forlade deres hjemlande i de østlige stater til fordel for land i Indianerterritoriet i det nuværende Oklahoma. Major Ridge repræsenterede imidlertid kun ca. 500 medlemmer af det såkaldte Treaty Party. Stammens øvrige medlemmer var stort set alle modstandere af traktaten og indsamlede 15.000 underskrifter mod denne. Overhøvding John Ross rejste til Washington D.C. med protesten, men denne blev afvist, og i 1836 ratificerede kongressen traktaten. Cherokeserne fik to år til selv frivilligt at forlade området. 
Nogle få cherokesere, primært medlemmer af Treaty Party, flyttede frivilligt til Indianerterritoriet, men hovedparten af stammen blev tilbage. I 1838 begyndte den amerikanske hær dog at arrestere de tilbageblevne cherokesere, og dette blev indledningen til Trail of Tears – "rejsen" til Indianerterritoriet, hvorunder mellem 4- og 8.000 cherokesere døde.
Som nevø af Major Ridge var det naturligt, at Watie tog dennes parti i spørgsmålet om bortfjernelsen, og i 1837 flyttede han selv frivilligt til Indianerterritoriet. Major Ridge og de øvrige ledere af partiet, blandt andre Stand Watie, blev betragtet som landsforrædere af den øvrige stamme, og efter Trail of Tears blev der afsagt dødsdom over dem. Major Ridge, hans søn John Ridge og Elias Boudinot blev snigmyrdet den 22. juni 1839 som følge af dødsdommen, mens Stand Watie undslap. Efter onklens død blev Watie leder af Treaty Party, og han blev involveret i en årelang blodfejde med overhøvding John Ross og hans tilhængere, og fejden udviklede sig efterhånden til en egentlig borgerkrig, som først ophørte i 1846 efter mere end 5 års kampe, da Stand Watie og John Ross gav hinanden hånden i overværelse af USA's præsident James Polk.

## Den amerikanske borgerkrig
Watie slog sig ned i nærheden af Spavinaw Creek i Indianerterritoriet, hvor han grundlagde en meget succesfuld plantage, der – som flere andre rige cherokeseres plantager – var baseret på slavearbejdskraft. Watie var også en af lederne af de såkaldte Knights of the Golden Circle, en hemmelig gruppe, der var fanatiske modstandere af slavernes frigivelse, og som forsøgte at etablere et selvstændigt imperium baseret på slaveri. Dette skulle omfatte hele det sydlige USA, Mexico og Vestindien. Gruppen bestod især af indbyggere i Nordstaterne, der sympatiserede med Sydens sag, men under borgerkrigen gik organisationen i opløsning i stilhed. 
Da borgerkrigen brød ud, var Stand Watie en af de første indianerledere, der sluttede sig til Sydstaterne. Han meldte sig til hæren den 12. juli 1861 og blev udnævnt til oberst i oktober, hvorefter han hurtigt samlede et cherokee-regiment, som kom til at deltage i kampe med nordstatstropper, men som Watie også brugte i sine kampe mod andre cherokesiske fraktioner, foruden i kampe mod de seminoler, creeker og andre stammer, der støttede Nordstaterne. Da John Ross på Cherokee-nationens vegne indgik i en alliance med Syden, blev Stand Waties regiment organiseret som en del af den samlede cherokee-styrke under navnet Cherokee’s Beredne Riffelregiment. 
Egentlig måtte Waties indianske tropper ikke kæmpe uden for Indianerterritoriet, men de deltog alligevel i flere slag, blandt andet i Arkansas, og i alt var regimentet med i 18 større slag og en række mindre kampe. Waties regiment blev især berømt for sine raids bag fjendens linjer, og hans styrke var medvirkende til at binde betragtelige nordstatsstyrker, som ellers kunne have forstærket nordstatshæren i den østlige del af landet.
Watie blev udnævnt til brigadegeneral i 1864 og fik kommandoen over 1st Indian Brigade, der hovedsagligt bestod af cherokesere, creeker og seminoler fra reservatet i Oklahoma, og han var dermed den indianer, der opnåede den højeste rang under krigen. Med denne brigade angreb han nordstatstropper i Arkansas, Missouri, Kansas og Texas foruden i Indianerterritoriet. Efter sigende var brigaden den sydstatsenhed, der udkæmpede flest kampe vest for Mississippi-floden. Da krigen sluttede, var Watie den sidste general, der overgav sig til Nordstaterne den 23. juni 1865, to måneder efter at Robert E. Lee havde overgivet sig ved Appomattox Courthouse.

## Endeligt
I 1862, da John Ross blev taget til fange af nordstatstropper, blev Stand Watie valgt som cherokesernes overhøvding, dog kun af de såkaldte "Southern Cherokees", der primært bestod af hans egne tilhængere, mens han aldrig blev anerkendt af Cherokeee Nation, der betragtede John Ross som overhøvding frem til dennes død i 1866. Efter krigen var Watie med til at forhandle en ny traktat i 1866 (sammen med blandt andre John Ross), og derefter trak han sig tilbage fra det offentlige liv. Han døde i 1871 i en alder af 64 år og er begravet i Polson i Oklahoma.